# پلی‌تری‌متیلن ترفتالات
پلی‌تری‌متیلن ترفتالات (PTT) ، پلی‌استری است که در سال ۱۹۴۱ سنتز و ثبت اختراع شده است.   این پلیمر با روشی موسوم به پلیمریزاسیون تراکمی یا تبادل استری تولید می‌شود. دو واحد مونومر مورد استفاده در تولید این پلیمر عبارتند از: ۱و۳-پروپاندیول و ترفتالیک اسید یا دی متیل ترفتالات. مشابه پلی اتیلن ترفتالات، از PTT برای ساخت الیاف فرش استفاده می‌شود.
ارزش PTT به‌عنوان یک پلیمر تجاری به دلیل روش‌های اقتصادی‌تر و کارآمدتر برای تولید ۱و۳-پروپان‌دی‌ال در دهه ۱۹۸۰ توسط شرکت ایوونیک اینداستریز، از طریق آکرولئین و شرکت شل از طریق هیدروفرمیلاسیون اتیلن اکسید بهبود یافته است.  شرکت DuPont با موفقیت تولید این پلیمر را از طریق ۱و۳-پروپان‌دی‌ال حاصل از تخمیر تجاری کرده است. این تحولات ممکن است به PTT اجازه دهد تا به طور جدی با PBT و PET رقابت کند، دو پلی‌استری که تا به امروز بسیار موفق تر از PTT عمل کرده اند.

## تولید
شبیه پلی اتیلن ترفتالات رایج، سنتز این پلیمر توسط استری شدن ۱و۳-پروپان‌دی‌ال با اسید ترفتالات و یا با تبادل استری دی‌متیل ترفتالات انجام می‌شود: 
| طرح واکنش سنتز PTT… | طرح واکنش سنتز PTT…      |
| ------------------- | ------------------------ |
|                     | … با استری شدن.          |
|                     | … با ترانس استریفیکاسیون |

این پلیمر با نام سورونا (Sorona) توسط DuPont تجاری شده است.

## کاربردها
روز ۲۰ مارس ۲۰۰۹، کمیسیون تجارت فدرال یک زیر کلاس به پلی‌استر به نام triexta را تأیید کرد.  الیاف PTT مورد استفاده در فرش SmartStrand موهاک و مارک Sorona توسط Dupont می‌تواند برچسب triexta داشته باشد. Triexta چندین مزیت نسبت به پلی استر دارد، از جمله نرمی و مقاومت بهتر دربرابر لکه‌ها. 

## لینک‌های خارجی
- مروری بر ادبیات ارتباطات علوم پزشکی قانونی پلی تری متیلن ترفتالات